# Fiducial
 (octobre 2020).
 (juin 2021).
Fiducial est une société holding française regroupant des entreprises qui vendent un service pluridisciplinaire aux petites et moyennes entreprises : métiers du droit, de l'expertise comptable, de l'audit et du commissariat aux comptes, du conseil financier et de la gestion de patrimoine. Fiducial propose également des logiciels de gestion et une large gamme de fournitures de bureau via ses filiales.
En 2010, le chiffre d'affaires de la société Fiducial s'élevait à 1,495 milliard de dollars et était le sixième cabinet d'expertise comptable en France. En 2020, ce chiffre s'élève à 1,820 milliard de dollars.
La fortune de la famille Latouche est estimée à 1,66 milliard d'euros en 2020.
Son président, Christian Latouche, est réputé proche de l'extrême droite.

## Historique
En mars 2013, Fiducial rachète La Gestion Electronique SA, une société suisse spécialisée dans le développement de logiciels comptables, et WinSIS leur suite logicielle phare.
Le 9 septembre 2013, Fiducial via sa filiale Fiducial médias acquiert Sud Radio pour un montant de 7 millions d'euros auprès du groupe Sud radio groupe.
En 2014, lancement des activités de la Banque Fiducial, banque destinée au TPE, commerçant, artisans, professions libérales et agriculteurs.

## Audiovisuel Fiducial Medias
Fiducial Médias est une filiale du pôle média de Fiducial. Cette société s'est développée un peu plus en 2008, par le rachat du magazine mensuel Lyon Capitale.
En 2008, le groupe Fiducial rachète le magazine mensuel Lyon Capitale. Ce rachat comprend également la déclinaison TV et de la société de production Urbavista Productions, devenu depuis Fiducial Urbavista.
En 2012, l'entreprise dépose une candidature au CSA pour créer de nouvelles chaînes TNT. Son dossier n’ayant pas été retenu, elle attaque la décision du CSA devant le Conseil d’État, avant de se désister en 2014, en parallèle d'un désistement de ses concurrents contestant les fréquences attribuées à Sud Radio.
En 2013, le groupe Fiducial a racheté Sud Radio à Sud Radio Groupe (devenu en 2013 Groupe 1981), alors en perte d'audience.